# Campeonato Britânico de Fórmula 3
O Campeonato Britânico de Formulário  3, geralmente chamado de F3 Inglesa, é um campeonato de automobilismo que acontece no Reino Unido. É uma das principais competições de Fórmula 3 da Europa. Ocasionalmente algumas corridas acontecem na Europa continental, fora do Reino Unido. Como a maioria das equipes de Fórmula 1 está localizada no Reino Unido, o campeonato de F3 britânico é um importante campeonato para pilotos aspirantes do mundo todo à F1.
Antes de 1980, havia diversos campeonatos diferentes, por isso em alguns anos houve mais de um campeão. Apenas em 1980 foi formalizada a união desses campeonatos na F3 inglesa.
Nos últimos anos, a F3 Inglesa entrou em um processo de decadência, devido a uma crise generalizada que se agravou com a ascensão da Fórmula 3 Europeia, pela oferta de outros campeonatos com propostas similares e a alta dos custos, que provocou o desinteresse de equipes e pilotos, assim como o número reduzido de corridas. Em 2014, foram apenas cinco equipes disputando sete etapas e pilotos sem muito nível de competitividade. A gota d’água, porém, foi o fracasso nas negociações empenhadas pela FOTA (Formula Three Association), a associação de equipes: no entender delas e da SRO, organizadora do campeonato nos últimos anos, a tábua de salvação era uma fusão com o Campeonato Alemão da categoria, reunindo os dois certames num campeonato só com quatro provas no território germânico e outras quatro na Grã-Bretanha, com oito rodadas triplas e 24 provas, mas as negociações emperraram e a edição de 2015 não foi realizada.
Mas em 2016, a British Racing Drivers Club (BRDC) passou a organizar o campeonato, criando uma outra categoria de acesso, a Fórmula 4, e assim garantir o retorno da Fórmula 3 inglesa, com oito rodadas triplas, num total de 24 corridas, e nove equipes disputando. A edição deste ano foi vencida pelo brasileiro Matheus Leist, de 18 anos, sendo o 13º a vencer na categoria, cuja lista inclui nomes como Emerson Fittipaldi, Nelson Piquet e Ayrton Senna.
Antes era a principal categoria de acesso para a Fórmula 1, hoje em dia o campeonato serve como porta de entrada para o automobilismo europeu, como GP3, GP2 e World Series. Mas ainda assim a F-3 inglesa é considerada uma respeitada escala na formação de pilotos.

## Pilotos campeões
| Temporada | Piloto             | Chassis/motor      | Nome oficial do campeonato                   | Ref    |
| --------- | ------------------ | ------------------ | -------------------------------------------- | ------ |
| 1964      | Jackie Stewart     | Cooper-Austin      | British Automobile Racing Club(BARC)         |        |
| 1964      | Rodney Banting     | Lotus-Austin       | BRSCC                                        |        |
| 1965      | Roy Pike           | Brabham-Ford       | British Automobile Racing Club(BARC)         |        |
| 1965      | Tony Dean          | Brabham-Ford       | BRSCC                                        |        |
| 1966      | Harry Stiller      | Brabham-Ford       | Les Leston                                   |        |
| 1967      | Harry Stiller      | Brabham-Ford       | Les Leston                                   |        |
| 1968      | Tim Schenken       | Chevron-Ford       | Lombank                                      |        |
| 1969      | Emerson Fittipaldi | Lotus-Ford         | Lombank                                      |        |
| 1970      | Tony Trimmer       | Brabham-Ford       | Motor Sport-Shell                            |        |
| 1970      | Dave Walker        | Lotus-Ford         | Lombank                                      |        |
| 1970      | Carlos Pace        | Lotus-Ford         | Forward Trust                                |        |
| 1971      | Dave Walker        | Lotus-Ford         | Shell Grovewood                              |        |
| 1971      | Roger Williamson   | March-Ford         | Lombard                                      |        |
| 1971      | Dave Walker        | Lotus-Ford         | Forward Trust                                |        |
| 1972      | Roger Williamson   | GRD-Ford           | Shell                                        |        |
| 1972      | Rikky von Opel     | Ensign-Ford        | Lombard                                      |        |
| 1972      | Roger Williamson   | GRD-Ford           | Forward Trust                                |        |
| 1973      | Tony Brise         | March-Ford         | John Player Special                          |        |
| 1973      | Tony Brise         | March-Ford         | Lombard                                      |        |
| 1973      | Ian Taylor         | March-Ford         | Forward Trust                                |        |
| 1974      | Brian Henton       | March-Ford         | Lombard                                      |        |
| 1974      | Brian Henton       | March-Ford         | Forward Trust                                |        |
| 1975      | Gunnar Nilsson     | March-Toyota       | BP                                           |        |
| 1976      | Rupert Keegan      | March-Toyota       | BP                                           |        |
| 1976      | Bruno Giacomelli   | March-Toyota       | Shell Sport                                  |        |
| 1977      | Derek Daly         | Chevron-Toyota     | BP                                           |        |
| 1977      | Stephen South      | March-Toyota       | Vandervell                                   |        |
| 1978      | Nelson Piquet      | Ralt-Toyota        | BP                                           |        |
| 1978      | Derek Warwick      | Ralt-Toyota        | Vandervell                                   |        |
| 1979      | Chico Serra        | Ralt-Toyota        | Vandervell British F3                        |        |
| 1980      | Stefan Johansson   | March-Toyota       | Vandervell British F3                        |        |
| 1981      | Jonathan Palmer    | Ralt-Toyota        | Marlboro British F3                          |        |
| 1982      | Tommy Byrne        | Ralt-Toyota        | Marlboro British F3                          |        |
| 1983      | Ayrton Senna       | Ralt-Toyota        | Marlboro British F3                          |        |
| 1984      | Johnny Dumfries    | Ralt-Volkswagen    | Marlboro British F3                          |        |
| 1985      | Mauricio Gugelmin  | Ralt-Volkswagen    | Marlboro British F3                          |        |
| 1986      | Andy Wallace       | Reynard-Volkswagen | Lucas British F3                             |        |
| 1987      | Johnny Herbert     | Reynard-Volkswagen | Lucas British F3                             |        |
| 1988      | Jyrki Järvilehto   | Reynard-Toyota     | Lucas British F3                             |        |
| 1989      | David Brabham      | Ralt-Volkswagen    | Lucas British F3                             |        |
| 1990      | Mika Häkkinen      | Ralt-Honda         | British F3                                   |        |
| 1991      | Rubens Barrichello | Ralt-Honda         | British F3                                   |        |
| 1992      | Gil de Ferran      | Reynard-Honda      | British F3                                   |        |
| 1993      | Kelvin Burt        | Reynard-Honda      | British F3                                   |        |
| 1994      | Jan Magnussen      | Dallara-Honda      | British F3                                   |        |
| 1995      | Oliver Gavin       | Dallara-Vauxhall   | British F3                                   |        |
| 1996      | Ralph Firman       | Dallara-Honda      | British F3                                   |        |
| 1997      | Jonny Kane         | Dallara-Honda      | Autosport British F3                         |        |
| 1998      | Mário Haberfeld    | Dallara-Honda      | Autosport British F3                         |        |
| 1999      | Marc Hynes         | Dallara-Honda      | Autosport British F3                         |        |
| 2000      | Antônio Pizzonia   | Dallara-Honda      | Green Flag British F3                        |        |
| 2001      | Takuma Sato        | Dallara-Honda      | Green Flag British F3                        |        |
| 2002      | Robbie Kerr        | Dallara-Honda      | Green Flag British F3                        |        |
| 2003      | Alan van der Merwe | Dallara-Honda      | British F3                                   |        |
| 2004      | Nelsinho Piquet    | Dallara-Honda      | Avon Tyres British F3                        | [ 4 ]  |
| 2005      | Álvaro Parente     | Dallara-Honda      | Avon Tyres British F3                        |        |
| 2006      | Mike Conway        | Dallara-Mercedes   | Lloyds TSB Insurance British F3              | [ 5 ]  |
| 2007      | Marko Asmer        | Dallara-Mercedes   | Lloyds TSB Insurance British F3              | [ 6 ]  |
| 2008      | Jaime Alguersuari  | Dallara-Mercedes   | British F3 International                     | [ 7 ]  |
| 2009      | Daniel Ricciardo   | Dallara-Volkswagen | Cooper Tires British F3 International Series | [ 8 ]  |
| 2010      | Jean-Eric Vergne   | Dallara-Volkswagen | Cooper Tires British F3 International Series | [ 9 ]  |
| 2011      | Felipe Nasr        | Dallara-Volkswagen | Cooper Tires British F3 International Series | [ 10 ] |
| 2012      | Jack Harvey        | Dallara-Volkswagen | Cooper Tires British F3 International Series |        |
| 2013      | Jordan King        | Dallara-Volkswagen | Cooper Tires British F3 International Series |        |
| 2014      | Martin Cao         | Dallara-Mercedes   | Cooper Tires British F3 International Series |        |
| 2015      | Não foi realizada  | -                  | -                                            | [ 1 ]  |
| 2016      | Matheus Leist      | Double R Racing    | 2016 British F3 Championship                 | [ 3 ]  |
| 2017      | Enaam Ahmed        | Carlin             | 2017 British F3 Championship                 |        |
| 2018      | Linus Lundqvist    | Double R Racing    | 2018 British F3 Championship                 |        |
| 2019      | Clément Novalak    | Carlin             | 2019 British F3 Championship                 |        |
| 2020      | Kaylen Frederick   | Carlin             | 2020 British F3 Championship                 |        |